# Brandnetelvirus
Brandnetelvirus (Engels: Blackcurrant reversion virus, een nepovirus) veroorzaakt een vervorming van het blad van de Zwarte bes waardoor de middelste lob veel langer gerekt is dan bij een gezond blad. Bovendien zijn de bladranden veel grover gezaagd dan normaal. Het blad krijgt daardoor het uitzicht ven een brandnetelblad. Brandnetelvirus maakt de struiken onvruchtbaar

## Preventie
De ziekte wordt overgebracht door de bessenrondknopmijt, en is nauwelijks of niet te bestrijden. Aangetaste planten moet men opruimen en verbranden.